# Polygala dukei
Polygala dukei là một loài thực vật có hoa trong họ Polygalaceae. Loài này được Barringer miêu tả khoa học đầu tiên năm 1983.